# Гэтт, Джошуа
Джо́шуа Алекса́ндер Гэтт (англ. Joshua Alexander Gatt; род. 29 августа 1991, Плимут, Мичиган, США) — американский футболист, крайний полузащитник.

## Карьера

### Клубная карьера
Летом 2010 года Гэтт подписал свой первый профессиональный контракт с австрийским клубом «Райндорф Альтах», отказавшись от стипендии в Индианском университете.
12 января 2011 года было объявлено о том, что Гэтт переходит в «Молде» — клуб из Норвегии, который 1,5 неделями ранее возглавил Уле Гуннар Сульшер. За новый клуб Джошуа дебютировал 18 марта 2011 года в матче против клуба «Сарпсборг 08», а 30 июня 2011 года в матче против «Волеренги», он забил свой первый гол в футболке «Молде». Спустя месяц Джош отличился вторым голом за клуб в матче против «Старта». 29 июня 2013 года в ходе первого тайма игры с «Сарпсборгом» Гэтт получил тяжёлую травму колена, потребовавшую хирургического вмешательства и вынудившую его завершить сезон досрочно. В марте 2014 года во время тренировки по возвращении после травмы у Гэтта вновь произошёл разрыв передней крестообразной связки левого колена, в результате чего он пропустил сезон 2014 полностью. Оставшись вне футбола почти на два года, в игру Джошуа вернулся 22 мая 2015 года, выйдя на замену на 73-й минуте матча с «Мьёндаленом», однако всего лишь три минуты спустя после появления он был вынужден покинуть поле из-за рецидива травмы. Ему потребовалась очередная, третья операция на колене. Следующее возвращение Джоша на поле состоялось через более чем год — 11 сентября 2016 года в матче против «Хёугесунна». 30 октября 2016 года в матче против «Стабека» он забил свой первый гол за четыре года. В конце 2016 года контракт Гэтта с «Молде» истёк.
В январе 2017 года Гэтт проходил просмотр в немецком «Нюрнберге».
15 февраля 2017 года Гэтт был представлен в качестве игрока клуба-новичка MLS «Миннесота Юнайтед».
31 марта 2017 года Гэтт, так и не успевший дебютировать за «Миннесоту Юнайтед», был обменян вместе с Мохаммедом Саидом и местом иностранного игрока в «Колорадо Рэпидз» на Сэма Кронина и Марка Бёрча. За «Рэпидз» он дебютировал 15 апреля в так называемом «Кубке Скалистых гор», дерби в рамках чемпионата против «Реал Солт-Лейк», где вышел на замену на 80-й минуте вместо Марлона Хэрстона. В ответном матче «Кубка Скалистых гор» 26 августа Джош забил свой первый гол в MLS. После окончания сезона 2017 «Колорадо Рэпидз» не стали продлевать контракт Гэтта.
В начале 2018 года клуб «Чикаго Файр» просматривал Гэтта на предсезонном сборе.
16 июля 2018 года Гэтт вернулся в свой первый профессиональный клуб — «Райндорф Альтах», подписав годичный контракт с опцией продления ещё на один сезон.
23 июня 2020 года Гэтт подписал краткосрочный контракт с клубом чемпионата Ирландии «Дандолк». За «лилиуайтс» дебютировал 11 августа в матче Кубка Ирландии против «Уотерфорда». Гэтт покинул «Дандолк» в ноябре 2020 года.
11 февраля 2021 года Гэтт присоединился к клубу Чемпионшипа ЮСЛ «Питтсбург Риверхаундс», подписав однолетний контракт с опцией продления ещё на один год. За «Хаундс» дебютировал 8 мая в их стартовом матче в сезоне 2021, против «Тампа-Бэй Раудис».

### Международная карьера
Гэтт вызывался в сборную США ещё 2 сентября 2012 года, но позже был исключён из заявки из-за травмы. В основном составе «янкис» Джошуа дебютировал 14 ноября 2012 года в товарищеском матче против России.
Гэтт был списке игроков американской сборной, заявленных для участия в Золотом кубке КОНКАКАФ 2013, однако из-за травмы, полученной в «Молде», он был заменён на Брека Шея за несколько дней до начала турнира.

### Характеристика
Джошуа — универсальный игрок, который мог сыграть как вингера, так и нападающего. Также Гэтт имел великолепную скорость — 100 метров он пробегал за 11 секунд.

## Личная жизнь
В начале 2018 года у жены Джоша, Мелиссы, было диагностировано раковое заболевание. Находясь без клуба, Гэтт для сбора средств на лечение создал страницу на краудфандинговой платформе GoFundMe. По состоянию на июнь 2018 года, было собрано 78 тыс. долларов, а болезнь Мелиссы находилась в состоянии ремиссии.

## Достижения
Командные
 «Молде»
- Чемпион Норвегии: 2011, 2012
- Обладатель Кубка Норвегии: 2013

## Статистика выступлений

### Клубная статистика
| Выступление           | Выступление      | Выступление      | Лига | Лига | Кубок | Кубок | Кубок лиги | Кубок лиги | Континент. | Континент. | Итого | Итого |
| Клуб                  | Лига             | Сезон            | Игры | Голы | Игры  | Голы  | Игры       | Голы       | Игры       | Голы       | Игры  | Голы  |
| --------------------- | ---------------- | ---------------- | ---- | ---- | ----- | ----- | ---------- | ---------- | ---------- | ---------- | ----- | ----- |
| Райндорф Альтах       | Первая лига      | 2010/11          | 15   | 4    | 3     | 2     | —          | —          | —          | —          | 18    | 6     |
| Райндорф Альтах       | Итого            | Итого            | 15   | 4    | 3     | 2     | —          | —          | —          | —          | 18    | 6     |
| Райндорф Альтах II    | Региональлига    | 2010/11          | 3    | 0    | —     | —     | —          | —          | —          | —          | 3     | 0     |
| Райндорф Альтах II    | Итого            | Итого            | 3    | 0    | —     | —     | —          | —          | —          | —          | 3     | 0     |
| Молде                 | Типпелигаэн      | 2011             | 22   | 3    | 3     | 2     | —          | —          | —          | —          | 25    | 5     |
| Молде                 | Типпелигаэн      | 2012             | 19   | 5    | 3     | 0     | —          | —          | 8          | 0          | 30    | 5     |
| Молде                 | Типпелигаэн      | 2013             | 12   | 0    | 1     | 1     | —          | —          | 0          | 0          | 13    | 1     |
| Молде                 | Типпелигаэн      | 2014             | 0    | 0    | 0     | 0     | —          | —          | 0          | 0          | 0     | 0     |
| Молде                 | Типпелигаэн      | 2015             | 1    | 0    | 0     | 0     | —          | —          | 0          | 0          | 1     | 0     |
| Молде                 | Типпелигаэн      | 2016             | 6    | 1    | 0     | 0     | —          | —          | 0          | 0          | 6     | 1     |
| Молде                 | Итого            | Итого            | 60   | 9    | 7     | 3     | —          | —          | 8          | 0          | 75    | 12    |
| Миннесота Юнайтед     | MLS              | 2017             | 0    | 0    | —     | —     | —          | —          | —          | —          | 0     | 0     |
| Миннесота Юнайтед     | Итого            | Итого            | 0    | 0    | —     | —     | —          | —          | —          | —          | 0     | 0     |
| Колорадо Рэпидз       | MLS              | 2017             | 20   | 2    | 2     | 0     | —          | —          | —          | —          | 22    | 2     |
| Колорадо Рэпидз       | Итого            | Итого            | 20   | 2    | 2     | 0     | —          | —          | —          | —          | 22    | 2     |
| Райндорф Альтах       | Бундеслига       | 2018/19          | 15   | 1    | 1     | 0     | —          | —          | —          | —          | 16    | 1     |
| Райндорф Альтах       | Итого            | Итого            | 15   | 1    | 1     | 0     | —          | —          | —          | —          | 16    | 1     |
| Райндорф Альтах II    | Региональлига    | 2018/19          | 2    | 1    | —     | —     | —          | —          | —          | —          | 2     | 1     |
| Райндорф Альтах II    | Итого            | Итого            | 2    | 1    | —     | —     | —          | —          | —          | —          | 2     | 1     |
| Дандолк               | Лига Ирландии    | 2020             | 2    | 0    | 1     | 0     | —          | —          | 0          | 0          | 3     | 0     |
| Дандолк               | Итого            | Итого            | 2    | 0    | 1     | 0     | —          | —          | 0          | 0          | 3     | 0     |
| Питтсбург Риверхаундс | USLC             | 2021             | 6    | 0    | —     | —     | 0          | 0          | —          | —          | 6     | 0     |
| Питтсбург Риверхаундс | Итого            | Итого            | 6    | 0    | —     | —     | 0          | 0          | —          | —          | 6     | 0     |
| Голд Стар Детройт     | NISA             | 2023             | 4    | 0    | 1     | 0     | —          | —          | —          | —          | 5     | 0     |
| Голд Стар Детройт     | Итого            | Итого            | 4    | 0    | 1     | 0     | —          | —          | —          | —          | 5     | 0     |
| Всего за карьеру      | Всего за карьеру | Всего за карьеру | 127  | 17   | 15    | 5     | —          | —          | 8          | 0          | 150   | 22    |

Источник: Soccerway.

### Международная статистика
| Команда | Год   | Игры | Голы |
| ------- | ----- | ---- | ---- |
| США     |       |      |      |
| 2012    | 1     | 0    |      |
| 2013    | 1     | 0    |      |
| Всего   | Всего | 2    | 0    |

Источник: National Football Teams.